# Peter Nell

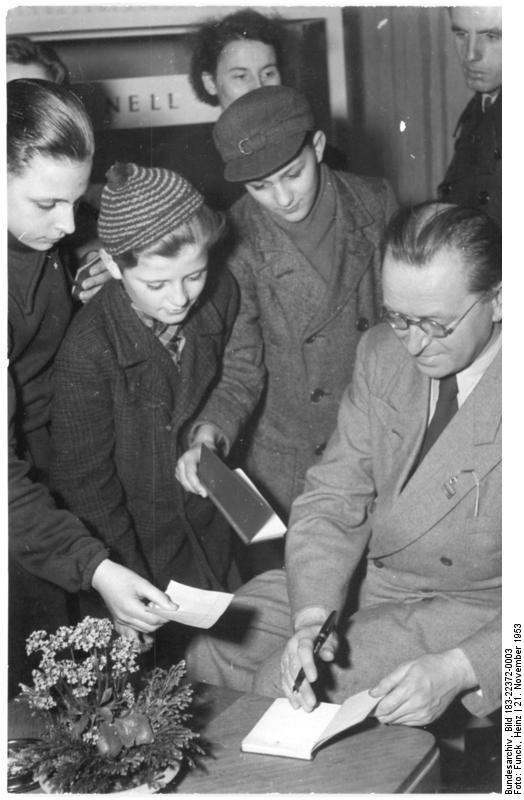
Am 21. November 1953 in Ostberlin: Autogrammstunde mit Peter Nell

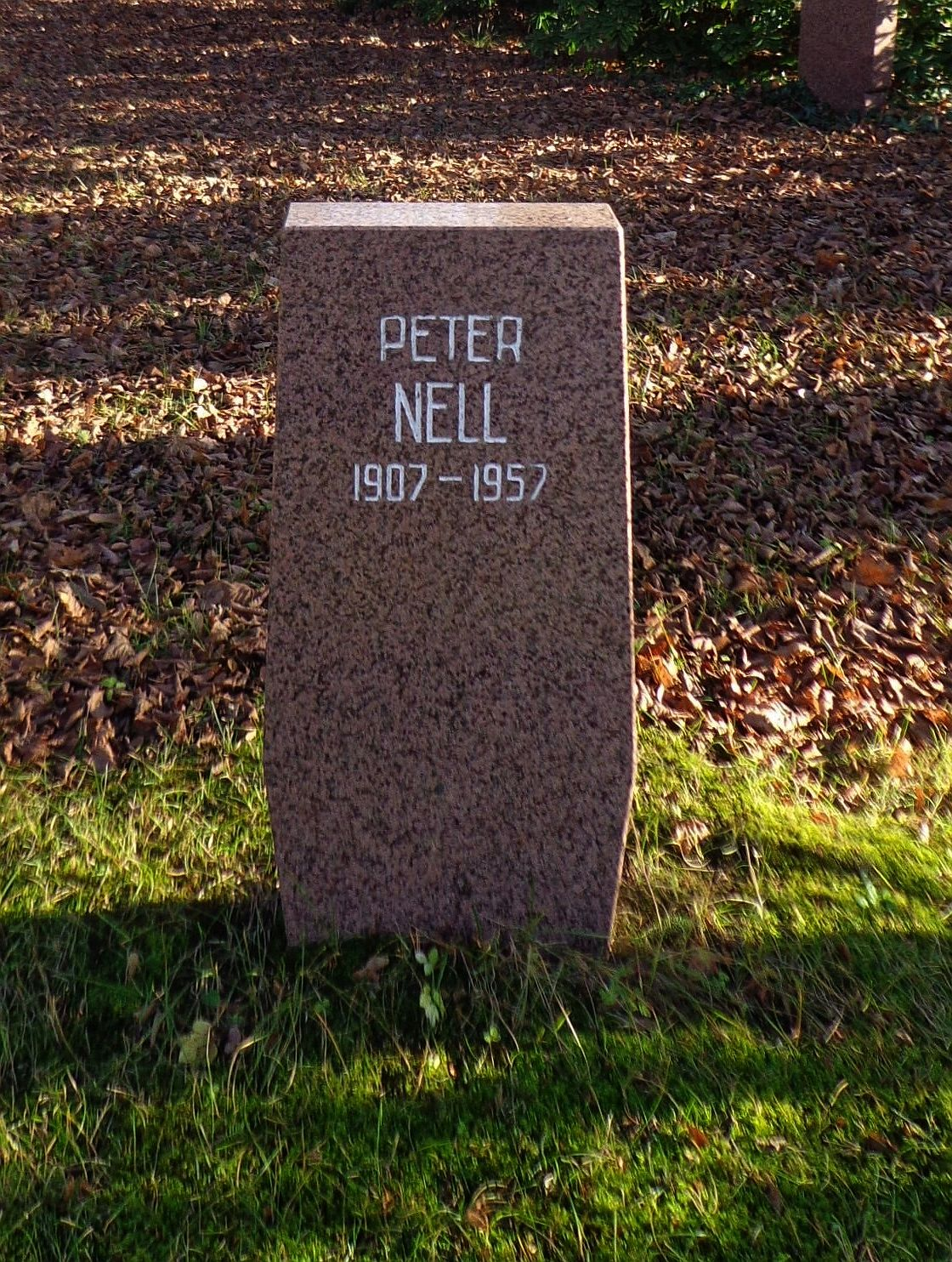
Grabstätte

Peter Nell, eigentlich Kurt Heinze (* 10. Oktober 1907 in Berlin; † 27. November 1957 ebenda) war ein deutscher Schriftsteller und Politiker (SED). Er war von 1950 bis 1952 Abgeordneter des Brandenburger Landtags.

## Leben
Nell, Sohn eines Arbeiters, wurde kaufmännischer Angestellter und trat mit 16 Jahren der  Sozialistischen Arbeiter-Jugend (SAJ) und 1927 der Kommunistischen Partei Deutschlands (KPD) bei. Er schrieb für Die Rote Fahne und war 1931/32 Korrespondent in der Sowjetunion. Nach 1933 leistete er in der illegalen KPD in Berlin aktiven Widerstand. Er arbeitete von 1934 bis 1939 im Berliner Osthafen und entging mit knapper Not der Verhaftung. Von 1939 bis 1945 musste er Kriegsdienst in der Wehrmacht leisten und wurde schwer verwundet.
Nach Kriegsende wurde er wieder Mitglied der KPD und 1946 der Sozialistischen Einheitspartei Deutschlands (SED). Er arbeitete als Redakteur und Chefredakteur von Zeitungen in Berlin und Potsdam. Er gehörte zu den Gründungsmitgliedern des Kulturbundes und war Landesvorsitzender in Brandenburg. Vom 3. November 1950 bis 25. Juli 1952 vertrat Nell den Kulturbund als Abgeordneter des Brandenburger Landtags in der 2. Wahlperiode. Anschließend war er Abgeordneter des  Bezirkstags Potsdam.
Er wurde Vorstandsmitglied des Deutschen Schriftstellerverbandes und war von 1953 bis 1955 dessen Sekretär. 1953 gehörte er zur Gründungsredaktion der Zeitschrift Wochenpost. Von 1955 bis zu seinem Tod leitete er die Hauptabteilung für schöne Literatur im Ministerium für Kultur der DDR. Zu seine Freunden gehörte Max Schwimmer.
Nell starb im Alter von 50 Jahren nach schwerer Krankheit in der  Charité und wurde in der Gräberanlage „Pergolenweg“ auf dem Berliner Zentralfriedhof Friedrichsfelde bestattet.
Der Schriftsteller Heinz Knobloch setzte Nell in Berliner Grabsteine ein kleines literarisches Denkmal.

## Werke (unvollständig)

### Als Autor
- 1948 Menschen in der großen Stadt
- 1950 Nachbarland im Frühling – Reportage über Polen
- 1953 Ich sah die Sonnenseite von Berlin (Erzählung)
- 1953 Der Fischer von Sylt
- 1955 Der Junge aus dem Hinterhaus
- 1955 Das Paradies (Märchen)
- 1958 (postum publiziert) Liebesbriefe aus Wiepersdorf. Volksverlag Weimar; mit einem Vorwort von Anna Seghers und Illustrationen von Max Schwimmer
- 1959 Die Sonne den anderen. (Aus dem Nachlass herausgegeben von Rainer Kunze)

### Als Mitherausgeber
- 1957 Bruno H. Bürgel zum Gedenken. Johann Ambrosius Barth Verlag, Leipzig